# Roland Adlerberth
Roland Carlos Adlerberth, född 21 september 1923 i Varberg, död 31 juli 1993 i Lerum, var en svensk översättare och författare. 
Adlerberth blev 1947 filosofie kandidat vid Göteborgs universitet. Åren 1949–1956 arbetade han som biblioteksassistent vid Dicksonska folkbiblioteket i Göteborg och därefter vid stadsbiblioteket i Köping fram till 1958. Ändå var han först och främst översättare och en mycket flitig sådan: "Under sina drygt trettio år som yrkesöversättare stod Roland Adlerberth för mycket nära 400 titlar, förmodligen svenskt rekord."  Han översatte från engelska, franska, danska, tyska och (i mindre utsträckning) från nederländska och norska.
På 1950-talet var Adlerberth aktiv och styrelseledamot i Göteborgs socialdemokratiska studentförening. Han var även medgrundare till en av de första science fiction-klubbarna i Sverige, SF-klubben Futura och han katalyserade även bildandet av Club Cosmos. År 1965 lät Bibliotekstjänst ge ut Roland Adlerberths läselots Människan i blickpunkten: memoarer och biografier: ett urval. På 1960-talet sammanfattade Adlerberth årets facklitteratur i Tidens kalender. År 1977 erhöll han Svenska Deckarakademins översättarpris.
Adlerberth var översättare av främst science fiction, spänning, äventyr och deckare till svenska. Han var medarbetare i bland andra Dast-Magazine, Jules Verne-Magasinet och  Häpna!. Han var vidare medlem av Statens kulturråds tidskriftsnämnd. Roland Adlerberth är begravd på Lerums Östra kyrkogård.

## Översättningar (urval)
- George Bernard Shaw: Min kära Dorothea: en praktisk metod för moralisk uppfostran av kvinnor, utformad i ett brev till en ung person av detta kön (My dear Dorothea) (Bergh, 1957)
- Robert A. Heinlein: Egen rymddräkt finnes (Have space suit - will travel) (Svensk läraretidnings förlag, 1959)
- Rachel Carson: Tyst vår (Silent spring) (Prisma, 1963)
- Konrad Adenauer: Minnen 1945–1953 (Erinnerungen 1945–1953) (Natur och kultur, 1965)
- John Steinbeck: Våldsam skörd (In dubious battle) (Bonnier, 1965)
- Henry Miller: Stilla dagar i Clichy (Quiet days in Clichy) (Wahlström & Widstrand, 1966)
- Bertrand Russell: Memoarer (The autobiography of Bertrand Russell) (Natur och Kultur, 1968)
- Arthur C. Clarke: 2001 - En rymdodyssé (2001: A Space Odyssey) (Bra Böcker AB, Höganäs, 1970)
- Germaine Greer: Den kvinnliga eunucken (The female eunuch) (Norstedt, 1971)
- Hans Magnus Enzensberger: Anarkins korta sommar: Buenaventura Durrutis liv och död (Der kurze Sommer der Anarchie: Buenaventura Durrutis Leben und Tod) (PAN/Norstedt, 1973)
- Philip K. Dick: Androidens drömmar: Blade runner (Do Androids dream of electric sheep) (Bernce, 1974)
- V. S. Naipaul: Imitatörerna (The mimic men) (Bergh, 1974)
- Charles Darwin: Om arternas uppkomst genom naturligt urval eller De bäst utrustade rasernas bestånd i kampen för tillvaron (On the origin of species) (Natur och kultur, 1976)
- J.R.R. Tolkien: Silmarillion. (Silmarillion) (Norstedt, 1979)
- Ray Bradbury: En kyrkogård för galningar: historien om två städer på nytt (A graveyard for lunatics) (Norstedt, 1991)